# Aymeric Luc
Aymeric Luc (Francia, 14 de octubre de 1997) es un jugador profesional francés de rugby que se desempeña en la posición de wing derecho en Rugby Club Toulonnais, equipo perteneciente a la liga Top 14.

## Carrera
Luc es un jugador de formación francesa (JIFF). En 2004 comenzó su carrera deportiva con el equipo Boucau Tarnos Stade, en el cual jugó cinco temporadas (2004-2009), después pasó a Aviron Bayonnais (2009-2021), luego a Rugby Club Toulonnais, donde lleva jugando tres temporadas.